# 近藤慎太郎
近藤 慎太郎（こんどう しんたろう 1972年（昭和47年） - ）は日本の医師。内科医。専門は消化器内科、消化管内視鏡、予防医学。医学博士。
日赤医療センター、亀田総合病院、クリントエグゼクリニックにて医療従事。

## 経歴
東京都出身。北海道大学医学部へ進み、東京大学医学部医学系大学院を卒業。
日赤医療センター、東京大学医学部附属病院、山王メディカルセンター（内視鏡室長）、クリントエグゼクリニック（院長）を歴任し現職へ。
消化器内科の専門医として年間2000件以上の内視鏡検査、治療を行っている。
臨床活動のかたわら、2016年5月14日より公式ブログ『医療のX丁目Y番地』を開設し、2017年3月10日『がんで助かる人、助からない人』を出版。その他、ラジオ、テレビ、講演等で予防医学の啓蒙活動も行っている。
日経ビジネスオンラインにてマンガを活用した、最新の医療情報を週刊連載。

## 人物
特技は漫画の執筆。高校生くらいまで本気で漫画家を目指していた。著書やブログに自ら執筆した解説漫画を掲載している。

## 連載
- 医療格差は人生格差（2017年9月20日-2019年8月7日、日経ビジネスオンライン）

## メディア出演

### テレビ
- サンデージャポン（TBS、2012年4月15日）
- 直撃LIVE グッディ!（フジテレビ、2017年5月19日）

### ラジオ
- Hello! I,Radio（ラジオ日本、2017年4月10日）

## 講演
- 医者の仕事を知り、自分の未来を考える（考学舎、2015年4月4日）
- 誤解だらけのがん検診（スルガ銀行たまプラーザ支店、2016年8月20日）
- 40歳の胃がん、35歳の大腸がん（スルガ銀行ミッドタウン支店、2017年1月26日）
- がんで死なない技術（三省堂書店池袋本店、2017年6月23日）
- がんで死なない技術（スルガ銀行二子玉川支店、2017年8月4日）

## 資格
- 日本内科学会認定医
- 日本消化器内視鏡学会指導医
- 日本消化器病学会専門医
- 日本肝臓学会専門医
- 日本人間ドック学会専門医
- 日本医師会認定産業医
- 医学博士

## 著書
『がんで助かる人、助からない人』　旬報社　2017.3
『医者がマンガで教える 日本一まっとうながん検診の受け方、使い方』　日経BP社　2018.8